# كلاتة خوش (فريمان)
كلاتة خوش (بالفارسية: کلاته خوش) هي قرية تقع في قسم فريمان الريفي في إيران. يقدر عدد سكانها بـ 192 نسمة بحسب إحصاء 2016.